# Походные группы ОУН
Похо́дные гру́ппы ОУН (укр. Похідні групи ОУН) — группы активистов ОУН, созданные и подготовленные с целью создания и организации подконтрольных националистам органов местного самоуправления, полиции, прессы, учреждений культуры на маршрутах своего следования, которые проходили через центральные, восточные и южные районы Украины. Важной задачей являлось также проведение националистической пропаганды. Походные группы направлялись летом-осенью 1941 года как ОУН(м), так и ОУН(б), при этом между ними наблюдалась острая конкурентная борьба.
Общую цель походных групп обеих организаций сформулировал мельниковец О. Д. Жданович («Штуль»): «Было ясно, что немецко-советская война потребует от нас быстрых и решительных действий, чтобы в момент замешательства, в момент, когда новый правитель еще не будет закреплен, занять и создать позиции для дальнейшей борьбы».
Начиная с сентября 1941 года участники походных групп ОУН(б), а с ноября и члены групп от ОУН(м) подвергались репрессиям со стороны немцев, выражавшимся в аресте и расстрелах как участников этих групп, так и лиц, симпатизирующих украинским националистам. В ответ на преследования со стороны гитлеровцев оуновцы перешли к подпольной деятельности.

## Практическая деятельность
Походные группы на практике пытались реализовать идею известного военного теоретика ОУН Михаила Колодзинского о «построении государства от первого села», которая предусматривала, что во время боевых действий активисты ОУН должны были, захватывая власть в населённых пунктах, немедленно провозглашать в них украинскую государственность, автоматически превращая этот населённый пункт в часть территории украинского государства.

### Походные группы ОУН(м)

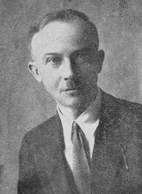
Емельян Сеник (1891—1941)

Проходили подготовку на территории Германии, Франции и Чехии. Также формировались вблизи государственных границ СССР в Надсанье, Холмщине и Подляшье. Численность участников походных групп-активистов ОУН(м) оценивается в 1600 человек.
Отдельной походной группой являлся Буковинский курень, руководил которым Пётр Войновский. По некоторым данным, он насчитывал до 3000 оуновцев (по другим данным, Буковинский курень, вошедший в Киев в конце сентября 1941 года, насчитывал 700−800 человек, а в начале ноября, после объединения с Киевским куренем и большой группой галицких добровольцев, его численность составила 1500−1700 человек.
Походные группы ОУН(м) двигались по следующим направлениям:
- северное (Дубно — Шепетовка — Житомир — Киев — Полтава — Харьков).
- центральное (Проскуров — Винница — Умань — Кировоград — Днепропетровск — Донбасс).
- южное (Винница — Балта — Одесса — Николаев — Херсон — Крым).

Несмотря на заранее определённые направления следования, как правило, маршрут участников походных групп проходил через Киев, который должен был стать главным центром деятельности ОУН(м).
Во главе групп стояли члены Правления ОУН(м) — Олег Ольжич, Емельян Сеник, Николай Сциборский (Сеник и Сциборский были убиты в Житомире 30 августа 1941 г. — в их убийстве обвиняли сторонников Степана Бандеры). Вместе с походными группами на Украину отправились некоторые известные деятели культуры: писатель Улас Самчук (редактировал газету «Волынь» (Ровно)), Иван Рогач, поэтесса Олена Телига и др.

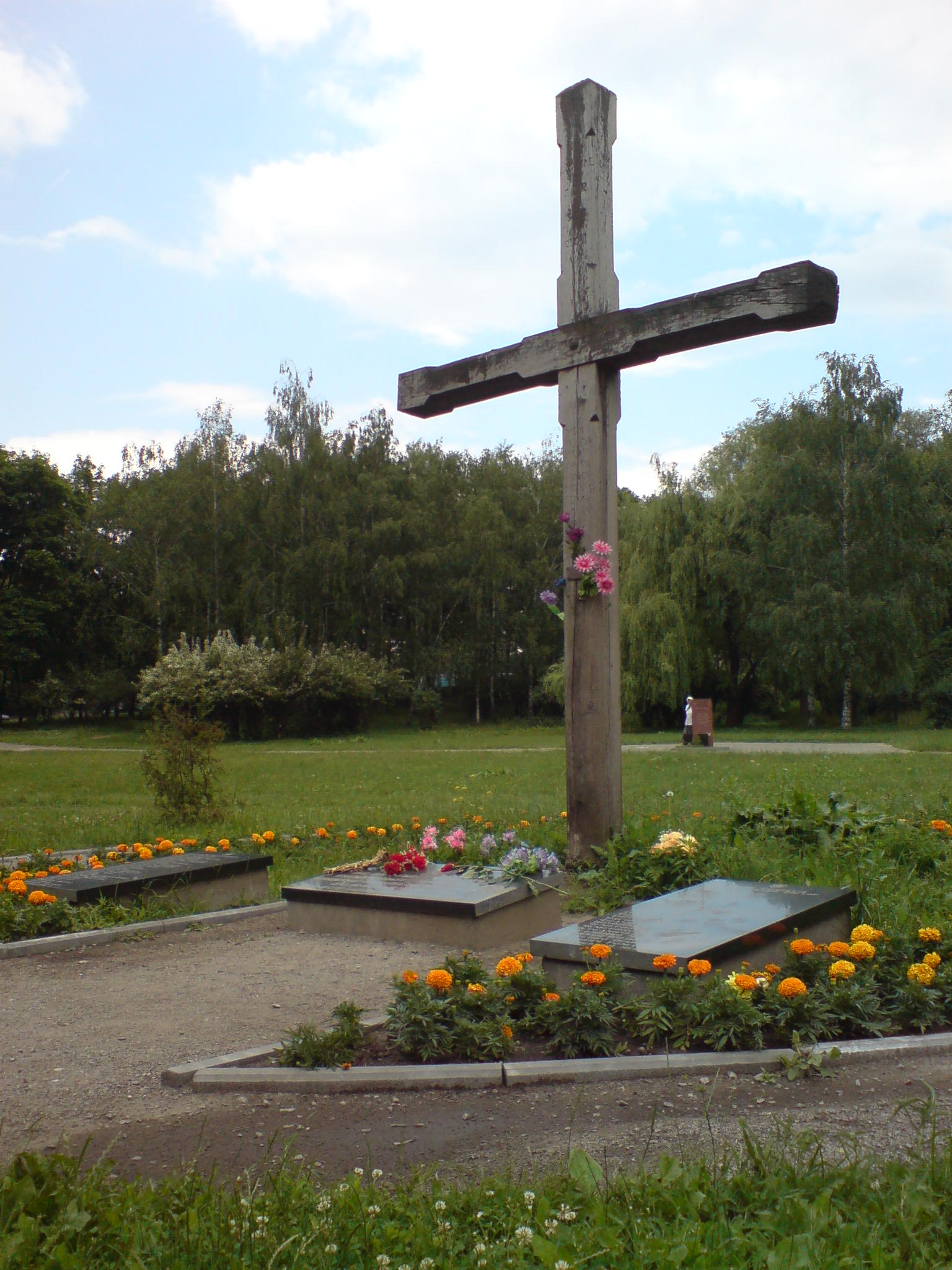
Бабий Яр. Крест в память об расстрелянных в 1941—1943 годах 621 украинском националисте.

При содействии ОУН(м) в Киеве была создана городская управа, культурное общество укр. «Просвіта», Украинский Красный Крест, начала выходить газета укр. «Українське слово» (редактор Иван Рогач), как приложение к этой газете издавался литературный журнал укр. «Літаври» (редактор Олена Телига). Создан целый ряд профессиональных союзов: сельхозкооперации, инженеров и техников, купцов, писателей, молодежи. 5 октября 1941 года был сформирован Украинский национальный совет, прообраз парламента, во главе с Михаилом Величковским.
Поначалу немцы считали ОУН(м) политически недееспособной организацией и расценивали её как полезный противовес ОУН(б). Но, обнаружив способность ОУН(м) вести активную организационную работу националистического толка, начали свои репрессии против неё. Массовые аресты и расстрелы членов организации начались в конце ноября 1941 года в Житомире. В декабре были арестованы около 40 сотрудников Киевской городской управы, члены редакции газеты укр. «Українське слово». Эта газета была переименована в «Нове українське слово», а во главе её встал ректор Киевского университета Константин Штеппа. Редакционная политика также изменилась и стала теперь откровенно прогерманской. В 1941—1943 годы в Киеве был расстрелян 621 украинский националист. Аресты и преследования членов ОУН(м) продолжались всё время немецкой оккупации.
В результате члены походных групп перешли к подпольным методам деятельности.

### Походные группы ОУН(б)
Сформировались в Надсанье и Лемковщине. В конце июня — начале июля 1941 года тремя группами отправились на украинские земли. Эти группы получили названия исходя из направлений их будущих маршрутов: «Северная», «Восточная» и «Южная». В их составе насчитывалось более 1500 активистов ОУН(б). По другим данным общее количество участников походных групп насчитывало около 5 000 человек.

- «Северная» группа под руководством Дмитрия Мирона и Дмитрия Майивского (по данным других источников, эту группу возглавлял Николай Климишин[15]) двигалась по направлению к Киеву с заданием координировать всю подпольную деятельность на территории Правобережной Украины.
- «Восточная» группа во главе с Николаем Лемиком двигалась по направлению к Харькову.
- «Южная» группа, руководили которой Зиновий Матла и Тымиш Семчишин, двигалась по направлению к Днепропетровску с заданием организации подполья на Южной Украине.

Помимо трёх походных групп, была ещё одна небольшая специальная группа во главе с Ярославом Стецько, вторым после Бандеры человеком в ОУН-Б. В её задачу входило провозглашение во Львове независимого украинского государства. Провозглашением независимой Украины бандеровцы хотели поставить немецкую администрацию перед свершившимся фактом. Кроме того, бандеровцы таким образом, вероятно, хотели окончательно перехватить инициативу у мельниковцев в борьбе за Украинское самостоятельное соборное государство (укр. УССД - Українська Самостійна Соборна Держава) и стать единственной в глазах немцев легитимной украинской властью на Украине.
По мере продвижения, членами групп организовывались местные администрации, органы самоуправления, отряды полиции. Был начат выпуск газет. Пропагандировался Акт провозглашения Украинского государства от 30 июня 1941 года.
Планировалось, что в условиях относительно либерального характера немецкой оккупации националисты получат возможность распространять свои идеи по всей территории Украины, подготавливая, таким образом, почву для будущего выступления за независимость Украинского государства.
Начиная с сентября 1941 года гестапо начало массовые аресты участников походных групп. Аресты проходили в Миргороде, Житомире, Полтаве, Виннице, Херсоне и Николаеве. Северная и центральная группа были преимущественно разгромлены. Южная группа была более успешной. Ей удалось достичь Одессы и создать там сильную базу ОУН. В октябре в Миргороде был арестован и расстрелян Николай Лемик. В Херсоне в конце 1941 года немцами была раскрыта бандеровская организация, в которую входил заместитель бургомистра и начальник полиции Конрад, впоследствии расстрелянный. В конце 1941 года один член походной группы ОУН-Б был арестован по дороге в Крым на Перекопском перешейке. Ещё 14 националистов были арестованы и расстреляны гестапо в Джанкое. В начале 1942 года в Симферополе по приказу местного СД был закрыт местный украинский театр, а ряд его актеров был арестован за связь с ОУН. В июле 1942 года при попытке сбежать от гестаповцев в Киеве был убит руководитель «Северной» походной группы Дмитрий Мирон.
Массовые аресты и преследования оуновцев со стороны немцев, начавшиеся с осени 1941 года, вынудили ОУН(б) в короткие сроки изменить тактику, перейти к подпольной деятельности. Было принято решение, с целью сохранения кадров и выигрыша времени для перестройки собственных организационных структур, не провоцировать гитлеровцев на более жестокие репрессии против украинских националистов, ограничить на время антинемецкую пропаганду. Также было решено отказаться от радикальных планов немедленного вооруженного восстания и свернуть военную подготовку активистов ОУН(б).

### ГЦ УНР в изгнании
На оккупированные немецкими войсками территории отправлял свои походные группы также и Государственный Центр УНР в изгнании. Члены этих походных групп прибывали на восток Украины в роли переводчиков и другого вспомогательного персонала при немецких воинских частях. Так, полковник М. Садовский из среды УНР, в письме от 23 октября 1941 г. к генералу В. Петриву пишет: «Уже много наших людей, старшин и гражданских, отправили мы на освобожденные наши земли. Старшины занимают там главным образом должности комендантов полиции. Даже генерал Омельянович-Павленко (младший) является комендантом по Винницкому округу. Часть наших старшин служит при немецком войске в роли переводчиков». Впоследствии И. Омелянович-Павленко сформировал на Подолье 109-й полицейский батальон, который подобно другим украинским полицейским батальонам (115-й, 201-й и т. д.) в 1942 г. был переброшен немцами в Беларусь для борьбы с партизанами.

## Отношения с немцами
Немцы иронично смотрели на стремление сторонников ОУН (б) активно участвовать в создании местных органов управления на освобождённых от большевиков территориях. Так, в Житомире один из представителей немецкой власти Байер в разговоре с членами Северной походной группы ОУН Климишина прямо заявил, что в связи с уничтожением большевиками украинской интеллигенции невозможно наладить государственный аппарат теми силами, которые есть в их распоряжении. При этом он подчеркнул, что не может себе представить, чтобы такая небольшая группа могла предоставить такое количество компетентных людей (примерно до 80 тыс. человек), которые были бы способны занять ответственные административные должности. В то же время члены походной группы отмечали, что «отношение немцев было абсолютно враждебно к тому, чтобы на восточных землях в управлении были задействованы члены Организации».

## Результаты деятельности
ОУН за короткое время удалось заложить почти во всех восточных областях, включая позже и Донбасс, свои очаги. Некоторые члены походных групп добрались в октябре 1941 г. вплоть до Крыма, создав в Симферополе «Украинский национальный комитет», который должен был стать организатором «украинской жизни» на полуострове. Однако все эти ячейки ОУН оказались преимущественно непрочными в организационном отношении и недостаточно сплочёнными идейно. Часть из них разоблачили нацисты, а в 1943—1945 гг. разконспирировали и ликвидировали органы НКВД—МГБ, в том числе и две крупнейшие ячейки ОУН — киевскую и днепропетровскую. После первых немецких арестов многие члены походных групп скрывались или бежали на запад. Остались самые закалённые кадры, хорошо знакомые с методами конспирации и местными условиями. Среди них были Василий Кук, Дмитрий Мирон, Евгений Стахив и другие.